# Liebherr T282
El Autovolquete T282 de la Liebherr Group fue considerado como el mayor camión de minería o dumper extravial del mundo en el momento de su fabricación por primera vez, hasta que el BelAZ 75710 lo superó.
El Liebherr T282 cuenta con una capacidad de carga útil de 363 toneladas.